# Sūtra en quarante-deux articles

Le Sūtra en quarante-deux articles ou Sūtra en quarante-deux sections (chinois : 四十二章經, pinyin: sishi'er zhang jing) est considéré par la tradition chinoise le premier texte bouddhique parvenu en Chine, en 67 ap. J.-C. en même temps que les deux premiers moines, les Koutchéens Kasyapa Matanga (en) et Dharmaratna (en), qui auraient supervisé sa traduction. 
Il s'agit d'un recueil de brefs aphorismes et de paraboles moralisantes et lapidaires, sans doute apocryphe, dont la rédaction remonte seulement aux environs du IIe siècle.

## Origine

### La légende
L'ouvrage est liée à une légende sur l'introduction du bouddhisme en Chine. 
Selon le Livre des Han postérieurs, en 64 l’empereur Mingdi (règne 58 à 75) de la dynastie Han vit en rêve un homme très beau, aux membres couleur de l'or pur et une auréole formée par le soleil derrière sa tête. L'homme venait de l'ouest, et il descendit dans la cour du palais. Le souverain s'informa auprès de ses ministres sur cette divinité. L'un d'eux expliqua avoir entendu parler d'un sage, en Inde, ayant atteint le salut, que l'on appelait Bouddha, capable de voler et dont le corps était couleur. Il pouvait donc s'agir de la divinité que l'empereur avait vue dans son rêve. L'empereur décida donc d'envoyer une ambassade dans ce pays, dirigée par Zhang Qian, afin d'en savoir plus sur ce sage. Les émissaires se seraient alors rendus en pays Yuezhi dans l'empire kouchan, où ils copièrent « livre d'une grande importance » intitulé Sûtra en quarante-deux sections qu'ils ramenèrent en Chine,,. 
Selon d'autres sources datant des Ve et VIe siècles, les traducteurs du texte seraient les moines indiens Kâshyapa Mâtanga et Dharmaratna, qui auraient accompagné en Chine les envoyés. Ã l'époque médiévale, ils sont régulièrement mentionnés comme les traducteurs du sûtra. 
En fait, les circonstances exactes de l’arrivée des premiers moines et des premiers textes en Chine ne sont pas claires. D’autres traductions sont attribuées leur sont attribuées: Le Répertoire de la mer du dharma (法海藏經), Les Actes des Réincarnations du Bouddha (佛本行經), Couper les liens dans les dix terres (十地斷結經), Réincarnations du Bouddha (佛本生經), Compilation des différentes versions des 260 préceptes (二百六十戒合異). Néanmoins, elles ont disparu et seul le Sūtra en quarante-deux sections nous est parvenu.
Léon Feer conteste, dans l'introduction à sa traduction de ce livre, cette origine indienne. Il avance que ce texte a été rédigé en Chine.

## Structure
Il s’agit de quarante-deux textes courts — moins de cent caractères chinois chacun — qui se présentent comme les paroles du Bouddha et commencent par foshuo (佛說) « le Bouddha (a) dit », offrant ainsi une certaine ressemblance avec les Entretiens de Confucius. Il s’agit d’un style différent de celui des sūtra mahayana qui seront traduits par la suite jusque l’époque de Kumarajiva, qui eux semblent clairement suivre de près un texte non chinois et possèdent une préface relatant les circonstances de leur traduction. Cette caractéristique, ajoutée au fait que très peu de catalogues le citent avant les Tang (618-907) – il est en particulier absent de celui compilé par Dao'an (314-385)– l’a fait soupçonner d’être apocryphe. Néanmoins, il pourrait s’agir, plutôt que d’une traduction à proprement parler, de la mise par écrit d’explications ou de commentaires donnés oralement par les moines étrangers. Les bouddhistes qui croient que le texte date bien du Ier siècle ap. J.-C. expliquent que l’empereur l’avait conservé dans sa bibliothèque personnelle et qu’il ne fut diffusé que plus tard.

## Dans la culture populaire
Dans le roman Le cerf et le tripode (en)(1969-1972) de Jin Yong, qui se passe au début de la dynastie Qing (entre1654 et 1689),  chacune des huit bannières de cette dynastie possède une copie du sûtra. Après avoir conquis les plaines centrales, ces armées ont pillé de nombreux trésors qu'elles ont transportés dans un lieu secret du nord-est de la Chine. Une carte indiquant cet emplacement a été déchirée en plusieurs morceaux qui ont disséminés et cachés dans les huit livres. Nombreux sont donc ceux qui cherchent ces copies du sûtra. Finalement, Wei Xiaobao réunit les huit textes et reconstitue la carte, et trouve le trésor au Mont du cerf, dans le Heilongjiang — sans toutefois s'en emparer, car il est persuadé que le trésor est la « racine » de la famille impériale Qing.

#### Traductions en français
- Léon Feer, Le Sûtra en 42 articles, Paris, Ernest Leroux, 1878 (lire en ligne)
- Jean Éracle (préface, traduction et notes), « Le livre de Vérité en quarante-deux articles », dans Enseignements du Bouddha. Textes tirés du Canon bouddhique chinois, Paris, J'ai lu, coll. « Librio », 2017 (1re éd. 2005), 95 p. (ISBN 978-2-290-14361-2, présentation en ligne), p. 11-32.

#### Traductions en anglais
- Soyen Shaku, D.T. Suzuki (trad.) Sermons of a Buddhist Abbot. Addresses on Religious Subjects Including the Sutra of Forty-two Chapters, Kessinger Publishing, 2006  (ISBN 978-1-425-49456-8)
- (en) Cheng Kuan (traduction et notes), The Sutra of Forty-two Chapters Divulged by the Buddha. An Annotated Edition, Howell (MI) - Taipei, American Buddhist Temple - Vairocana Publishing Co., 2005, 150 p. (ISBN 978-9-579-37319-7)
- (en) Robert H. Sharf, « The Scripture in Forty-two Sections », dans Donald S. Lopez, Jr. (Ed.), Religions of China In Practice, Princeton, Princeton University Press, 1996, 516 p. (ISBN 978-0-691-02143-0), p. 360-364
- (en) Heng-ching Shih (introduction et traduction), « The Sutra of Forty-two Sections », dans Numata Center for Buddhist Translation and Research, Apocryphal Scriptures, Berkeley (CA), Numata Center for Buddhist Translation and Research, 2005, ix, 147 p. (ISBN 1-886-43929-X, lire en ligne), p. 31-42.

#### Études
- (en) Robert E. Buswell Jr. et Donald S. Lopez Jr., The Princeton Dictionary of Buddhism, Princeton, Princeton University Press, 2014, 1304 p. (ISBN 978-0-691-15786-3), p. 826-827 8 (Sishi'er zhang jing).